# Quinto Petilio Espurino
Quinto Petilio Espurino (en latín, Quintus Petillius Spurinus) fue un político y militar de la República Romana, que ocupó el consulado en el año 176 a. C. 

## Carrera política
Fue pretor urbano en el año 181 a. C. y fue comisionado para levantar tropas por la guerra contra los ligures.
Se dice que en su pretura fueron descubiertos los libros del rey Numa Pompilio en la finca de Lucio Petilio, aunque algunos escritores dan un nombre diferente para esta persona. Espurino tomó posesión de estos libros y los presentó en el Senado, que, para evitar que fueran leídos y preservados, ordenó quemarlos.
Fue cónsul en el año 176 a. C. con Cneo Cornelio Escipión Hispalo y murió en combate contra los lígures.